# 이시이역 (도쿠시마현)
이시이역(일본어: 石井駅)은 일본 도쿠시마현 묘자이군 이시이정에 위치한 시코쿠 여객철도 도쿠시마 선의 철도역이다. 역 번호는 B05이며, 상대식 승강장 2면 2선의 구조를 갖춘 지상역이다.

## 타는 곳
| 1 | ■ 도쿠시마 선 | 아와이케다 · 아나부키 방면              |
| 1 | ■ 도쿠시마 선 | 도쿠시마 방면                           |
| 2 | ■ 도쿠시마 선 | 도쿠시마 방면 (이 역의 상호운행 열차만) |

## 이용 현황
| 연도     | 하루 평균 | 연도     | 하루 평균 |
| 1995년도 | 1,121     | 2003년도 | 891       |
| 1996년도 | 1,093     | 2004년도 | 897       |
| 1997년도 | 1,035     | 2005년도 | 930       |
| 1998년도 | 994       | 2006년도 | 940       |
| 1999년도 | 990       | 2007년도 | 952       |
| 2000년도 | 949       | 2008년도 | 961       |
| 2001년도 | 926       | 2009년도 | 920       |
| 2002년도 | 914       | 2010년도 | 926       |
| -------- | --------- | -------- | --------- |

## 역 주변
- 이시이 정청
- 이시이 정 추오 공민관

## 인접 역
| 시코쿠 여객철도   | 시코쿠 여객철도 | 시코쿠 여객철도           |
| ----------------- | --------------- | ------------------------- |
| B 04 고 사코 방면 | 도쿠시마 선     | 시모우라 B 06 쓰쿠다 방면 |